# Sarah Burton
Sarah Jane Burton (de soltera Heard; Macclesfield, 1974) es una diseñadora de moda británica. Desde 1997 hasta 2023 trabajó en la casa de moda Alexander McQueen, siendo desde el año 2010 hasta su salida la directora creativa de la marca. Actualmente es la directora creativa de Givenchy. Diseñó el vestido de novia de Catalina de Cambridge para su boda con el príncipe Guillermo, duque de Cambridge, en abril de 2011. En 2012, fue nombrada en Time 100, una lista anual de las 100 personas más influyentes del mundo según Time.

## Primeros años
Nació en Macclesfield, Cheshire, siendo uno de los cinco hijos de Anthony y Diana Heard. Estudió en el Withington Girls' School de Mánchester. Tras completar un curso básico de arte en la Politécnica de Mánchester, optó por la moda en lugar de continuar los estudios de bellas artes. Estudió estampado de moda en el Central Saint Martins College of Art and Design de Londres. Durante su tercer año, fue entrevistada para realizar un año de prácticas en Alexander McQueen, a sugerencia de su tutor Simon Ungless, amigo de McQueen. Se incorporó a la empresa durante un año como becaria, cuando la empresa tenía su sede en un pequeño estudio en Hoxton Square.

## Carrera en la moda

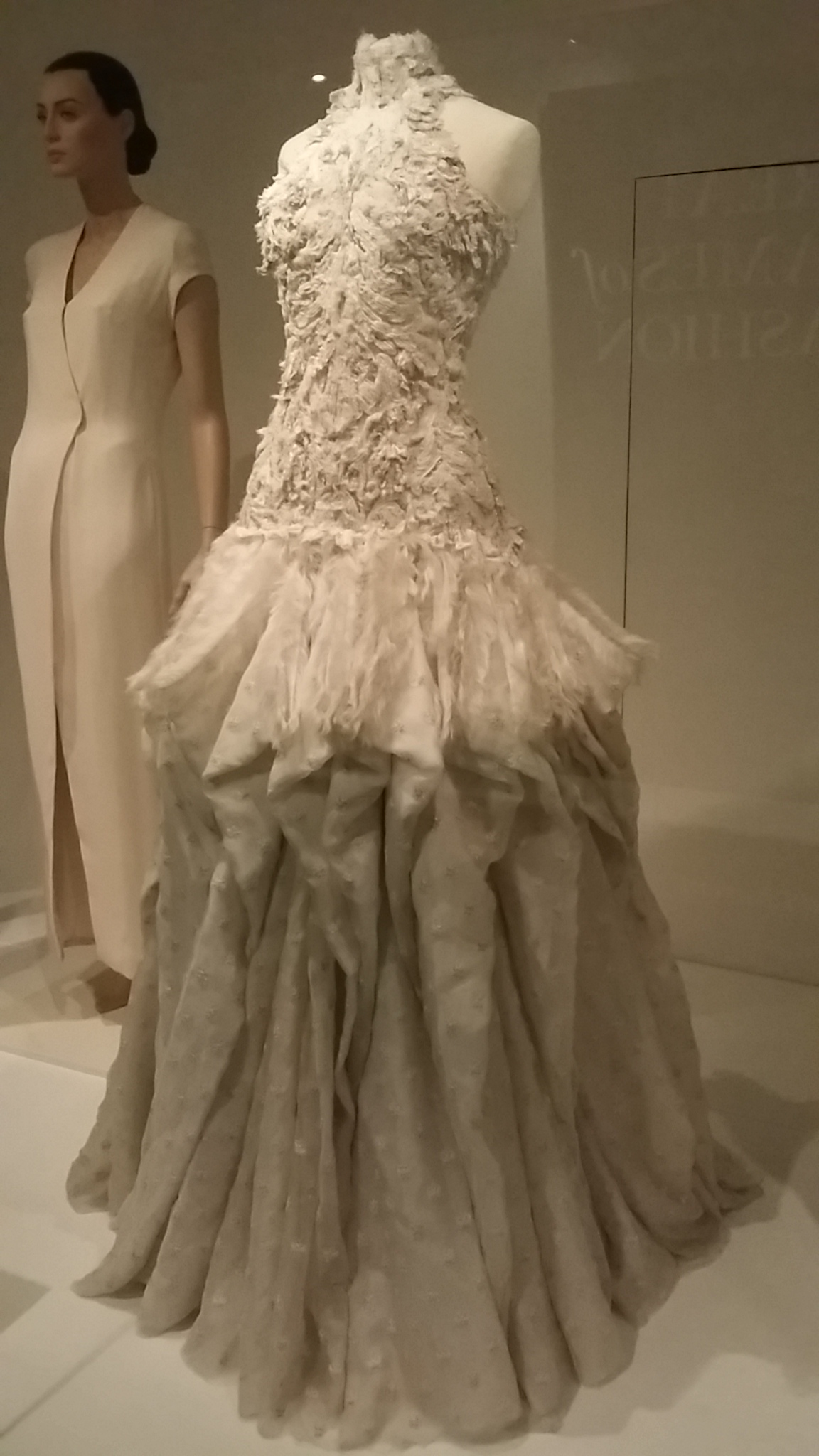
Vestido de gala de Sarah Burton para Alexander McQueen. Elegido como el vestido del año en 2011.

Al graduarse en 1997, se incorporó a la McQueen a tiempo completo como asistente personal de McQueen. Burton fue nombrada Jefa de Indumentaria Femenina en 2000, durante el cual creó vestidos para Michelle Obama, Cate Blanchett, Lady Gaga y Gwyneth Paltrow. Tras la muerte de McQueen en febrero de 2010, y después de que el propietario de la empresa, Gucci, confirmara que la marca continuaría, Burton fue nombrada nueva directora creativa de Alexander McQueen en mayo de 2010. En septiembre de 2010, Burton presentó en París la primera colección de ropa de mujer de McQueen diseñada por ella.
El 29 de abril de 2011, se reveló que Burton había diseñado el vestido de novia de Catherine Middleton para su boda ese día con el príncipe Guillermo, duque de Cambridge. El trabajo de Burton llamó la atención de Middleton en 2005, cuando asistió a la boda de Tom Parker Bowles, hijo de la Duquesa de Cornualles, para quien McQueen había diseñado el vestido de novia de su esposa, la periodista de moda Sara Buys. Burton dijo que crear el vestido de la boda real, realizado por la Royal School of Needlework, había sido la «experiencia de su vida».
Burton también diseñó el vestido de la dama de honor Pippa Middleton y el vestido que Kate Middleton llevó a las fiestas nocturnas con las que celebró su boda.
En 2011, Burton fue nombrada Diseñador del Año por el British Fashion Council.

## Vida personal
Burton vive en St John's Wood con su marido David Burton, fotógrafo de moda.

## Distinciones
El 28 de noviembre de 2011 Sarah Burton ganó el premio al Diseñador del Año en los Premios de la Moda Británica de 2011.
En julio de 2012, Burton recibió un título honorífico de la Universidad Metropolitana de Mánchester, de la que fue alumna, convirtiéndose en una doctora en artes honorífica.
Burton fue nombrada Oficial de la Orden del Imperio Británico (OBE) en los honores del cumpleaños de 2012 por sus servicios a la industria de la moda británica.
En junio de 2019, recibió el Premio Internacional Valentino Garavani y Giancarlo Giammetti del Consejo de Diseñadores de Moda de América. En noviembre de 2019, el British Fashion Council otorgó a Burton el premio Trailblazer.